# Bad Moms - Mamme molto cattive
Bad Moms - Mamme molto cattive (Bad Moms) è un film commedia americano del 2016 diretto e scritto da Jon Lucas e Scott Moore. Il film vede la partecipazione di un cast corale che include Mila Kunis, Kristen Bell, Kathryn Hahn, Jay Hernandez, Annie Mumolo, Jada Pinkett Smith e Christina Applegate.

## Trama
Amy Mitchell è una donna di 32 anni, vive nella periferia di Chicago con i suoi due figli, Jane e Dylan, il cane Roscoe e il marito Mike. Sempre oberata di lavoro, quando smonta i turni della sua professione come rappresentante di vendita per un'azienda di caffè, vuole sempre preparare pranzi salutari per i suoi figli e ad aiutarli a fare i compiti. Inoltre Amy partecipa a tutte le loro attività extrascolastiche ed è attiva nel comitato scolastico, gestito dalla prepotente Gwendolyn James e dalla sua cricca di mamme che si credono perfette, Stacy e Vicky.
Quando Amy sorprende suo marito Mike a tradirla con una camgirl, lo caccia fuori di casa e cerca di gestire da sola la famiglia. Tuttavia, dopo una giornata particolarmente stressante e dopo alcuni alterchi con altre mamme al comitato scolastico decide di andare ad un bar dove fa amicizia con Carla, una mamma single rilassata e sessualmente attiva, e Kiki una giovane casalinga mamma di quattro bambini che ammira il disaccordo di Amy nei confronti di Gwendolyn. Amy e Carla sono irritate nel vedere che il marito di Kiki, Kent, è prepotente aspettandosi, con la scusa di essere fuori casa tutto il giorno per lavoro, che sia lei a prendersi cura di tutti i bambini e della casa. Inoltre, Amy e Kiki sono colte alla sprovvista dall'approccio molto diretto di Carla verso i genitori.
Il trio festeggia per tutta la notte, ispirando Amy a una vita più rilassata e non viziare troppo verso i suoi figli: li porta a fare un giro con l'auto sportiva di Mike, li fa mangiare hamburger per merenda; del resto persuade Dylan a fare i compiti da solo per impedirgli di essere pigro, e porta Jane per una giornata alle terme. Inoltre Amy vorrebbe iniziare ad avere una frequentazione con un altro uomo ma è inesperta poiché si è sposata  con Mike a 20 anni, dopo essere rimasta inaspettatamente incinta di Jane. Inizia pure una conversazione con Jessie, un padre vedovo attraente che ha una cotta per lei, portandoli a baciarsi, e la mattina dopo riceve un messaggio da lui che mostra interesse.
Quando Amy porta dei bignè confezionati alla vendita dei dolci, attira l'ira di Gwendolyn, che abusa della propria autorità (essendo a capo del comitato) riuscendo a mettere la figlia Jane in panchina nella squadra di calcio. Irritata, Amy decide di candidarsi alla presidenza del comitato contro di lei. Un incontro di benvenuto da Amy attira solo una donna, che dice loro che Gwendolyn ha organizzato una festa rivale a casa sua, con ospite d’onore Martha Stewart. Nonostante ciò, le altre mamme e Martha abbandonano rapidamente la festa di Gwendolyn quando diventa chiaro che intende tenere loro una lezione per tutta la sera, portando a una festa di successo quella di Amy dove si beve e si balla senza freni. Successivamente viene rivelato che Carla aveva inviato un sms a Jessie dal cellulare di Amy. Dopo aver spiegato che il messaggio non è stato inviato da Amy, Jessie le chiede se vuole che se ne vada, ma quest’ultima risponde di no, e fanno sesso.
Nel frattempo, Gwendolyn risponde alle buffonate di Amy mettendo della droga nell'armadietto di Jane, incastrandola e facendola espellere da tutte le attività extrascolastiche. Amy, infatti, difende la figlia davanti al preside, il quale capisce che si tratta di un boicottaggio da parte di Gwendolyn ma nemmeno lui ha il coraggio di opporsi a costei.  
A questo punto, Jane e Dylan vanno entrambi a stare con il padre Mike (che nel frattempo ha accettato un divorzio amichevole), e la stessa Amy perde il lavoro perché si è presa molto tempo libero per la candidatura a presidente; incapace di far fronte alla sua tristezza, diventa quindi solitaria e depressa e rimane a casa durante le elezioni del comitato. Per fortuna Carla e Kiki arrivano a casa di Amy e riescono ad incoraggiarla ad andarci. All'evento, Amy tiene un discorso stimolante su come le mamme oberate di lavoro hanno bisogno di prendersi una pausa, fare eventi sempre meno stressanti per il semplice fatto che nessuna mamma è perfetta e capita sempre di commettere errori nei confronti dei figli. Una della mamme, ad esempio, confessa di aver scoperto il figlio con della droga ma, dopo aver convinto costruttivamente il figlio a non prendere quella strada, ha assunto di nascosto quella droga. Alla fine Amy vince quindi con una valanga di voti ma non abusa del successo, anzi finisce per confortare una devastata Gwendolyn, la quale rivela che anche lei è in una situazione difficile e che comandare il comitato era un modo per sfogarsi. Infatti, il marito di Gwendolyn è sempre via per lavoro e sembra amare di il suo jet privato (per cui ha speso una fortuna) più della famiglia; inoltre, pare che il cognato di Gwendolyn sia diventato un terrorista islamico dell'ISIS. 
Settimane dopo, l'approccio di Amy porta cambiamenti positivi: Jane viene reintegrata nella squadra di calcio ed è meno stressata, Dylan si sta applicando e ci tiene di più a fare da solo i compiti, Kiki si fa aiutare da suo marito con i bambini, Carla è più responsabile e pratica, Gwendolyn è più gentile con tutti e tutte le altre mamme, comprese Stacy e Vicky, che si sentono più energiche. La stessa Amy riottiene il suo lavoro con un compenso migliore dopo che il suo capo si è reso conto di quanto l'aveva data per scontata e continua a vedere Jessie. Alla fine, Gwendolyn invita Amy, Carla e Kiki per una giornata di divertimento sul jet privato di suo marito, e tutte accettano.

### Personaggi
- Mila Kunis nel ruolo di Amy Mitchell
- Kathryn Hahn nel ruolo di Carla
- Kristen Bell nel ruolo Kiki
- Christina Applegate nel ruolo di Gwendolyn
- Emjay Anthony nel ruolo di Dylan Mitchell
- Oona Laurence nel ruolo di Jane Mitchell
- David Walton nel ruolo di Mike Mitchell
- Cade Cooksey nel ruolo di Jaxon
- Lyle Brocato nel ruolo di Kent Moore
- Jay Hernandez nel ruolo di Jessie

## Produzione
Il 30 aprile 2015, è stato annunciato che Jon Lucas e Scott Moore avrebbero diretto una commedia femminile ancora senza titolo, basata una loro sceneggiatura. Leslie Mann avrebbe dovuto recitare nel ruolo da protagonista. Il 26 ottobre 2015 Mila Kunis, Christina Applegate e Kristen Bell si sono unite al film, nei ruoli principali. L'11 gennaio 2016, è stata la volta di Jada Pinkett Smith e Kathryn Hahn e successivamente quella di Oona Laurence.

### Riprese
Le riprese sono iniziate l'11 gennaio 2016 a New Orleans e sono terminate il 1 marzo 2016.